# 알렉세이 수다예프
알렉세이 수다예프(러시아어: Алексе́й Ива́нович Суда́ев, Alexey Ivanovich Sudayev, 1912년 8월 23일 ~ 1946년 8월 17일)는 소련의 화기 설계자였다.

## 생애
그는 레닌그라드에 살았고, 도시의 방어에 참여했다. PPS는 레닌그라드 방어를 위해 대량 생산되었다.
수다예프는 소련의 첫 번째 돌격소총 중 하나인 AS-44를 설계했다. 첫 번째 프로토타입은 1944년에 시험되었고, 5.6 kg으로 너무 무겁다고 여겨졌음에도 불구하고 붉은 군대에 의해 충분히 제 기능을 발휘하는 것으로 밝혀졌다. 그 후, 수다예프는 무게가 5.35 kg에 불과한 두 번째, 더 가벼운 프로토타입을 제작했다. 그러나 두 번째 프로토타입은 정확성과 신뢰성 문제가 있어 해결해야 했다. 그러나 수다예프는 중병에 걸려 그의 34번째 생일을 일주일 앞두고 1946년에 사망하였다.

## 수상 내역
- 소련 국가상 (USSR State Prize, 1946)[2][1]
- 레닌상[1]
- 레닌그라드 방어를 위한 메달 (For the Defence of Leningrad)
- 1941년 ~ 1945년 위대한 애국 전쟁에서 독일에 승리한 공로훈장

## 발명품
- 대공 기관총 장착대 (1941년 발명)[1]
- PPS 기관단총[2][1]
- AS-44 돌격소총[1]